# 사사키 스미에
사사키 스미에(일본어: 佐々木すみ江, 1928년 6월 22일 ~ 2019년 2월 17일)는 일본의 배우이다.

## 출연 작품

### 영화
- 2015년 《선생님과 길고양이》

### 드라마
- 2015년 《10개월 10일의 진화론》 (WOWOW)
- 2017년 《타카라의 시간》 (NHK 후쿠오카)